# Engelse mijl (atletiek)
De Engelse mijl (ook wel mijl) is de laatst overgebleven officiële loopafstand met een niet-metrieke (Engelse) eenheid. De wedstrijd heeft een lengte van 1609,344 meter en behoort tot de groep middellange afstanden. Sinds atletiekbanen qua lengte zijn veranderd van een kwartmijl (402,3 m) naar 400 m, wordt deze afstand nog maar zelden gelopen.
Sinds 1976 erkent de IAAF de mijl als officiële afstand. Wegens het historisch belang wordt de afstand nog steeds erkend. Het wereldrecord op de mijl is bij de mannen in handen van de Marokkaan Hicham El Guerrouj en bij de vrouwen van de Keniaanse Faith Kipyegon.

## Top tien aller tijden

### Mannen
| Rang | Tijd    | Atleet             | Land                | Datum             | Plaats  |
| ---- | ------- | ------------------ | ------------------- | ----------------- | ------- |
| 1.   | 3.43,13 | Hicham El Guerrouj | Marokko             | 7 juli 1999       | Rome    |
| 2.   | 3.43,40 | Noah Ngeny         | Kenia               | 7 juli 1999       | Rome    |
| 3.   | 3.43,73 | Jakob Ingebrigtsen | Noorwegen           | 16 september 2023 | Eugene  |
| 4.   | 3.43,97 | Yared Nuguse       | Verenigde Staten    | 16 september 2023 | Eugene  |
| 5.   | 3.44,39 | Noureddine Morceli | Algerije            | 5 september 1993  | Rieti   |
| 6.   | 3.45,34 | Josh Kerr          | Verenigd Koninkrijk | 25 mei 2024       | Eugene  |
| 7.   | 3.45,94 | Niels Laros        | Nederland           | 5 juli 2025       | Eugene  |
| 8.   | 3.46,32 | Steve Cram         | Verenigd Koninkrijk | 27 juli 1985      | Oslo    |
| 9.   | 3.46,38 | Daniel Komen       | Kenia               | 26 augustus 1997  | Berlijn |
| 10.  | 3.46,65 | Azeddine Habz      | Frankrijk           | 5 juli 2025       | Eugene  |

Bijgewerkt: 6 juli 2025

### Vrouwen
| Rang | Tijd    | Atleet              | Land                | Datum            | Plaats    |
| ---- | ------- | ------------------- | ------------------- | ---------------- | --------- |
| 1.   | 4.07,64 | Faith Kipyegon      | Kenia               | 21 juli 2023     | Monaco    |
| 2.   | 4.12,33 | Sifan Hassan        | Nederland           | 12 juli 2019     | Monaco    |
| 3.   | 4.12,56 | Svetlana Masterkova | Rusland             | 14 augustus 1996 | Zürich    |
| 4.   | 4.14,30 | Genzebe Dibaba      | Ethiopië            | 6 september 2016 | Rovereto  |
| 5.   | 4.14,58 | Clara Mageean       | Ierland             | 21 juli 2023     | Monaco    |
| 6.   | 4.14,79 | Freweyni Hailu      | Ethiopië            | 21 juli 2023     | Monaco    |
| 7.   | 4.15,26 | Laura Muir          | Verenigd Koninkrijk | 21 juli 2023     | Monaco    |
| 8.   | 4.15,36 | Jessica Hull        | Nieuw-Zeeland       | 21 juli 2023     | Monaco    |
| 9.   | 4.15,61 | Paula Ivan          | Roemenië            | 10 juli 1989     | Nice      |
| 10.  | 4.15,8  | Natalja Artyomova   | Sovjet-Unie         | 5 augustus 1984  | Leningrad |

Bijgewerkt: 22 juli 2023

## Continentale records
| Continent                | Geslacht | Prestatie          | Atleet                     | Land | Datum                        | Plaats        |
| ------------------------ | -------- | ------------------ | -------------------------- | ---- | ---------------------------- | ------------- |
| Afrika                   | M        | 3.43,13 (WR)       | Hicham El Guerrouj         | MAR  | 7 juli 1999                  | Rome          |
| Afrika                   | V        | 4.07,64 (WR)       | Faith Kipyegon             | KEN  | 21 juli 2023                 | Monaco        |
| Noord- en Midden-Amerika | M        | 3.43,97            | Yared Nuguse               | USA  | 16 september 2023            | Eugene        |
| Noord- en Midden-Amerika | V        | 4.16,35            | Nicky Hiltz                | USA  | 21 juli 2023                 | Monaco        |
| Zuid-Amerika             | M        | 3.51,05            | Hudson de Souza            | BRA  | 29 juli 2005                 | Oslo          |
| Zuid-Amerika             | V        | 4.27,41            | Joselyn Daniely Brea       | VEN  | 21 juli 2023                 | Monaco        |
| Azië                     | M        | 3.47,97            | Daham Najim Bashir         | QAT  | 29 juli 2005                 | Oslo          |
| Azië                     | V        | 4.17,75            | Maryam Jamal               | BRN  | 14 september 2007            | Brussel       |
| Europa                   | M        | 3.43,73            | Jakob Ingebrigtsen         | NOR  | 16 september 2023            | Eugene        |
| Europa                   | V        | 4.12,33            | Sifan Hassan               | NED  | 12 juli 2019                 | Monaco        |
| Oceanië                  | M        | 3.47,48 3.47,48(i) | Oliver Hoare Cameron Myers | AUS  | 16 juni 2022 8 februari 2025 | Oslo New York |
| Oceanië                  | V        | 4.15,34            | Jessica Hull               | AUS  | 21 juli 2023                 | Monaco        |

Bijgewerkt tot 6 juli 2025

## Wereldrecordontwikkeling (officieel)

### Mannen
| Tijd     | Atleet             | Nationaliteit | Datum            | Plaats       |
| -------- | ------------------ | ------------- | ---------------- | ------------ |
| 4.14 2/5 | John Paul Jones    | USA           | 31 mei 1913      | Cambridge    |
| 4.12 3/5 | Norman Taber       | USA           | 16 juli 1915     | Cambridge    |
| 4.10,4   | Paavo Nurmi        | FIN           | 23 augustus 1923 | Stockholm    |
| 4.09,2   | Jules Ladoumègue   | FRA           | 4 oktober 1931   | Parijs       |
| 4.07,6   | Jack Lovelock      | NZL           | 15 juli 1933     | Princeton    |
| 4.06,7*  | Glenn Cunningham   | USA           | 16 juni 1934     | Princeton    |
| 4.06,4   | Sydney Wooderson   | GBR           | 28 augustus 1937 | Motspur Park |
| 4.06,1*  | Gunder Hägg        | SWE           | 1 juli 1942      | Göteborg     |
| 4.06,2   | Arne Andersson     | SWE           | 10 juli 1942     | Stockholm    |
| 4.04,6   | Gunder Hägg        | SWE           | 4 september 1942 | Stockholm    |
| 4.02,6   | Arne Andersson     | SWE           | 1 juli 1943      | Göteborg     |
| 4.01,6   | Arne Andersson     | SWE           | 18 juli 1944     | Malmö        |
| 4.01,3*  | Gunder Hägg        | SWE           | 17 juli 1945     | Malmö        |
| 3.59,4   | Roger Bannister    | GBR           | 6 mei 1954       | Oxford       |
| 3.57,9*  | John Landy         | AUS           | 21 juni 1954     | Turku        |
| 3.57,2   | Derek Ibbotson     | GBR           | 19 juli 1957     | Londen       |
| 3.54,5   | Herb Elliott       | AUS           | 6 augustus 1958  | Santry       |
| 3.54,4   | Peter Snell        | NZL           | 27 januari 1962  | Whanganui    |
| 3.54,03* | Peter Snell        | NZL           | 17 november 1964 | Auckland     |
| 3.53,6   | Michel Jazy        | FRA           | 9 juni 1965      | Rennes       |
| 3.51,3   | Jim Ryun           | USA           | 17 juli 1966     | Berkeley     |
| 3.51,1   | Jim Ryun           | USA           | 23 juni 1967     | Bakersfield  |
| 3.51,0   | Filbert Bayi       | TAN           | 17 mei 1975      | Kingston     |
| 3.49,4   | John Walker        | NZL           | 12 augustus 1975 | Göteborg     |
| 3.48,95* | Sebastian Coe      | GBR           | 17 juli 1979     | Oslo         |
| 3.48,8   | Steve Ovett        | GBR           | 1 juli 1980      | Oslo         |
| 3.48,53  | Sebastian Coe      | GBR           | 19 augustus 1981 | Zürich       |
| 3.48,40  | Steve Ovett        | GBR           | 26 augustus 1981 | Koblenz      |
| 3.47,33  | Sebastian Coe      | GBR           | 28 augustus 1981 | Brussel      |
| 3.46,32  | Steve Cram         | GBR           | 27 juli 1985     | Oslo         |
| 3.44,39  | Noureddine Morceli | ALG           | 5 september 1993 | Rieti        |
| 3.43,13  | Hicham El Guerrouj | MAR           | 7 juli 1999      | Rome         |

- geeft de actueel gelopen tijd aan. De IAAF ratificeerde in deze gevallen echter slechts afgeronde tijden.
De regels die de IAAF hanteerde ten aanzien van het afronden van tijden bij het ratificeren van records hebben zich in de loop van de decennia ontwikkeld. Tot in de jaren vijftig werden tijden tot op 0,2 seconde afgerond, aangezien de tijden bij de meeste races handmatig met de stopwatch werden geregistreerd. In de jaren zestig, toen elektronische tijdwaarneming steeds meer in gebruik raakte, werden records tot op 0,1 seconde afgerond. Dit werd in 1981 verder verfijnd tot het huidige niveau van nauwkeurigheid, 0,01 seconde.
Cunningham's 4.06,7, Hägg's 4.06,1 en 4.01,3, Landy's 3.57,9, Snell's 3.54,03 en Coe's 3.48,95 werden door de IAAF geratificeerd als respectievelijk 4.06,8, 4.06,2, 4.01,4, 3.58,0, 3.54,1 en 3.49,0.

### Vrouwen
| Tijd     | Atleet              | Nationaliteit | Datum             | Plaats    |
| -------- | ------------------- | ------------- | ----------------- | --------- |
| 4.37,0   | Anne Smith          | GBR           | 3 juni 1967       | Londen    |
| 4.36,8   | Mia Gommers         | NED           | 14 juni 1969      | Leicester |
| 4.35,3   | Ellen Tittel        | FRG           | 20 augustus 1971  | Sittard   |
| 4.34,9+  | Glenda Reiser       | CAN           | 6 juli 1973       | Victoria  |
| 4.29,5   | Paola Cacchi        | ITA           | 8 augustus 1973   | Viareggio |
| 4.23,8   | Natalia Marasescu   | ROM           | 21 mei 1977       | Boekarest |
| 4.22,09* | Natalia Marasescu   | ROM           | 27 januari 1979   | Auckland  |
| 4.21,68* | Mary Slaney         | USA           | 26 januari 1980   | Auckland  |
| 4.17,55+ | Mary Slaney         | USA           | 16 februari 1980  | Houston   |
| 4.20,89  | Lyudmila Veselkova  | URS           | 12 september 1981 | Bologna   |
| 4.18,08  | Mary Slaney         | USA           | 9 juli 1982       | Parijs    |
| 4.17,44  | Maricica Puica      | ROM           | 9 september 1982  | Rieti     |
| 4.15,8+  | Natalya Artyomova   | URS           | 6 augustus 1984   | Leningrad |
| 4.16,71  | Mary Slaney         | USA           | 21 augustus 1985  | Zürich    |
| 4.15,61  | Paula Ivan          | ROM           | 10 juli 1989      | Nice      |
| 4.12,56  | Svetlana Masterkova | RUS           | 14 augustus 1996  | Zürich    |
| 4.12,33  | Sifan Hassan        | NED           | 12 juli 2019      | Monaco    |
| 4.07,64  | Faith Kipyegon      | KEN           | 21 juli 2023      | Monaco    |

+ houdt in dat deze tijd niet is geratificeerd door de IAAF.
* geeft de actueel gelopen tijd aan. Voor uitleg: zie hierboven. Marasescu's 4.22,09 werd geratificeerd als 4.22,1. Slaney's 4.21,68 werd aanvankelijk geratificeerd als 4.21,7, totdat de IAAF vanaf 1 mei 1981 tijden tot in honderdsten van seconden erkende.